# Padilla mazavaloha
Padilla mazavaloha là một loài nhện trong họ Salticidae.
Loài này thuộc chi Padilla. Padilla mazavaloha được Daniela Andriamalala miêu tả năm 2007.